# Ângelo Agnolin
Joseli Ângelo Agnolin, conhecido no meio político como Ângelo Agnolin (Palmeira das Missões, 18 de setembro de 1954) é um empresário e político brasileiro. Filiado ao PDT, foi deputado estadual do Tocantins por três mandatos, deputado federal pelo estado de Tocantins e vereador de Gurupi.

## Carreira política
Começou a carreira política em 1992 ao ser eleito vereador de Gurupi, sendo reeleito em 1996.
Foi eleito deputado estadual em 1998, sendo reeleito em 2002 e 2006.
Nas eleições de 2010, foi eleito deputado federal já como membro do PDT.
Candidatou-se a vice-governador do Tocantins em 2014 na chapa encabeçada por Sandoval Cardoso, sendo derrotado por Marcelo Miranda.

Notabilizou-se, quando deputado federal pelo Tocantins, ao propor um projeto de lei para censurar a Internet no Brasil utilizando como argumento o fato do Tocantins ser insultado por meio do Twitter e de um verbete do site supostamente humorístico chamado Desciclopédia.